# Tour della nazionale maschile di rugby a 15 del Galles 1986
Per preparare la Coppa del Mondo di rugby 1987 la nazionale gallese si reca nel 1986 in tour nel sud del Pacifico.
| Suva 24 maggio 1986 | Eastern XV | 29 – 13 | Galles XV |  |

| Lautoka 27 maggio 1986 | Eastern XV | 15 – 19 | Galles XV |  |

| Suva 31 maggio 1986 | Figi | 15 – 22 | Galles |  |

| Nuku'alofa 12 giugno 1986 | Tonga | 7 – 15 | Galles |  |

| Apia 14 giugno 1986 | Samoa | 14 – 32 | Galles |  |